# Плебанівський віадук
Плебанівський віадук — частина залізничного шляху, висока конструкція над ярами й ущелинами, один з найстаріших мостів в Україні. Розміщується в с. Плебанівка, Тернопільський район, Тернопільська область.

## Історія
Віадук був збудований в 1896 році, Зводили його місцеві майстри під керівництвом австрійських інженерів. У 1926 році міст був реставрований та оновлений.
2018 року відбулось спецпогашення поштової марки, на якій зображено міст у селі Плебанівці.

## Цікаві факти
На території Західної України збереглося шість віадуків із залізничною колією. Три з них на Тернопільщині (біля сіл Буцнів, Кровинка і Плебанівка), два на Львівщині (обидва біля села Лавочного), один на Івано-Франківщині (у Ворохті).

## Архітектура
Анатолій Пасько описуючи віадук сказав:
| | Арковий стиль конструкції моста у Плебанівці обрано не випадково. Адже саме така форма посилює надійність довжелезного віадука, збільшуючи термін його експлуатації. Давнім будівничим під час спорудження цього моста потрібно було враховувати низку моментів. Передусім, це, власне, вага самої конструкції, сили натягу, тиск на ґрунт, гідростатичний тиск, характеристики ґрунтів. А ще ж треба було брати до уваги і періодичні навантаження рухомого складу поїздів, ритмічні удари під час проходження ешелонів, зрештою, вплив вітрів, води, можливого обледеніння, сезонний перепад температур, навіть, сейсмостійкість. Адже тут фіксувалися, нехай і невеликі, та все ж землетруси - як відлуння більших, що виникали в українських Карпатах чи в Румунії. І тим не менше, давні зодчі всі ці обставини врахували і віадук успішно служить людям вже понад століття. Витримав він за цей час сотні і тисячі тонн вантажів, які ним перевозилися і перевозяться й нині |
| — Анатолій Пасько, https://www.ukrinform.ua/rubric-tourism/2715202-divoviznij-viaduk-na-ternopilsini-tri-mandrivki-kriz-roki.html | |